# Janet Napolitano
Janet Napolitano (ur. 29 listopada 1957 w Nowym Jorku) – była gubernator amerykańskiego stanu Arizona, wybrana na urząd w roku 2002. Jest trzecią kobietą gubernatorem w historii Arizony, należy do Partii Demokratycznej.
Urodziła się w Nowym Jorku w rodzinie o częściowo włoskich korzeniach i wychowana została jako metodysta.
W listopadzie 2005 r. magazyn Time uznał ją za jedną z pięciu najlepszych gubernatorów w Stanach Zjednoczonych. W lutym 2006 r. TheWhiteHouseProject.org  umieścił ją na liście ośmiu kobiet, które potencjalnie mogłyby kandydować na urząd prezydenta w wyborach prezydenckich w roku 2008.
W 2009 została zaprzysiężona na stanowisko sekretarza bezpieczeństwa krajowego w gabinecie Baracka Obamy. We wrześniu 2013 złożyła ten urząd i objęła kierownictwo Uniwersytetu Kalifornijskiego.